# Coupe d'Océanie masculine de hockey sur gazon 2025
Navigation
Whangarei 2023 2027
La Coupe d'Océanie masculine de hockey sur gazon 2025 sera la 13e édition de la Coupe d'Océanie masculine de hockey sur gazon, une compétition de hockey sur gazon organisée tous les 2 ans par la Fédération océanienne de hockey. Le tournoi se déroulera à Darwin en Australie du 4 au 7 septembre 2025 parallèlement au tournoi féminin.
La Nouvelle-Zélande se qualifie automatiquement pour la Coupe du monde 2026 à la suite de la qualification de l'Australie en tant qu'équipe la mieux classée de la Ligue professionnelle 2023-2024.

## Organisation
Le 29 octobre 2024, l'Australie est désignée pays organisateur avec pour ville hôte Darwin, capitale du Territoire du Nord.

### Ville hôte
| [[Fichier:Australia location map conic.png\|240px\|{{#if:\|{{{alt}}}\|Coupe d'Océanie masculine de hockey sur gazon 2025 est dans la page Australie.]]Darwin | Darwin                |
| --- | --------------------- |
| [[Fichier:Australia location map conic.png\|240px\|{{#if:\|{{{alt}}}\|Coupe d'Océanie masculine de hockey sur gazon 2025 est dans la page Australie.]]Darwin | Marrara Hockey Centre |
| [[Fichier:Australia location map conic.png\|240px\|{{#if:\|{{{alt}}}\|Coupe d'Océanie masculine de hockey sur gazon 2025 est dans la page Australie.]]Darwin | Capacité: 3.000       |
| [[Fichier:Australia location map conic.png\|240px\|{{#if:\|{{{alt}}}\|Coupe d'Océanie masculine de hockey sur gazon 2025 est dans la page Australie.]]Darwin |                       |

## Équipes qualifiées
L'Australie et la Nouvelle-Zélande sont les deux seules équipes à participer à la compétition.
- Australie
- Nouvelle-Zélande

## Format
Les deux équipes participantes dans cette compétition se rencontrent trois fois dans un format appelé "best-of-three".

### Critères de départage
En cas d'égalité de points entre plusieurs équipes, les critères suivants sont appliqués dans l'ordre indiqué pour établir leur classement:
1. Plus grand nombre de victoires,
2. Meilleure différence de buts,
3. Plus grand nombre de buts marqués,
4. Plus grand nombre de points marqués entre les équipes concernées,
5. Plus grand nombre de buts marqués de plein jeu.

## Poule unique
Le calendrier des rencontres est dévoilé le 12 juin 2025.

### Classement
| Rang                       | Équipe           | J | V | N | P | BP | BC | +/- | Pts | Classement mondial FIH | Classement mondial FIH | Classement mondial FIH |
| Rang                       | Équipe           | J | V | N | P | BP | BC | +/- | Pts | Avant                  | Après                  | +/-                    |
| -------------------------- | ---------------- | - | - | - | - | -- | -- | --- | --- | ---------------------- | ---------------------- | ---------------------- |
| Médaille d'or, Océanie     | Australie H T    | 0 | 0 | 0 | 0 | 0  | 0  | 0   | 0   | 5                      |                        |                        |
| Médaille d'argent, Océanie | Nouvelle-Zélande | 0 | 0 | 0 | 0 | 0  | 0  | 0   | 0   | 10                     |                        |                        |

|  | Nation qualifiée pour la Coupe du monde 2026 |

1. ↑  L'Australie est directement qualifiée pour la Coupe du monde 2026 en tant qu'équipe la mieux classée de la Ligue professionnelle 2023-2024.

### Rencontres
| Match 1                | Australie  | -   | Nouvelle-Zélande |                             |                             |
| 4 septembre 2025 20h00 |            | (-) |                  | Arbitrage : Arbitre vidéo : | Arbitrage : Arbitre vidéo : |
| 4 septembre 2025 20h00 | [ Rapport] |     |                  | Arbitrage : Arbitre vidéo : | Arbitrage : Arbitre vidéo : |

| Match 2                | Australie  | -   | Nouvelle-Zélande |                             |                             |
| 6 septembre 2025 16h00 |            | (-) |                  | Arbitrage : Arbitre vidéo : | Arbitrage : Arbitre vidéo : |
| 6 septembre 2025 16h00 | [ Rapport] |     |                  | Arbitrage : Arbitre vidéo : | Arbitrage : Arbitre vidéo : |

| Match 3                | Australie  | -   | Nouvelle-Zélande |                             |                             |
| 7 septembre 2025 16h00 |            | (-) |                  | Arbitrage : Arbitre vidéo : | Arbitrage : Arbitre vidéo : |
| 7 septembre 2025 16h00 | [ Rapport] |     |                  | Arbitrage : Arbitre vidéo : | Arbitrage : Arbitre vidéo : |